# Птицечовкови
Птицечовковите (Ornithorhynchidae) са семейство бозайници от разред Еднопроходни (Monotremata).
Таксонът е описан за пръв път от Джон Едуард Грей през 1825 година.

## Родове
- † Monotrematum
- † Obdurodon
- Ornithorhynchus – Птицечовки